# Escala Likert
La escala de Likert (también denominada método de evaluaciones sumarias) publicada en 1932 por Rensis Likert, es una escala psicométrica comúnmente utilizada en las investigaciones de  ciencias sociales que emplean cuestionarios. Es el enfoque más utilizado para ordenar por gradiente las respuestas en la investigación por encuestas, de modo que el término "escalas tipo Likert" se usa a menudo de forma intercambiable con "escala de valoración", aunque existen otros tipos de escalas de valoración.
La escala lleva el nombre de su inventor, el psicólogo Rensis Likert. Likert distinguió entre una escala propiamente dicha, que surge de las respuestas colectivas a un conjunto de elementos (generalmente ocho o más), y el formato en el que se puntúan las respuestas a lo largo de un rango. Técnicamente hablando, una escala Likert se refiere solo a la primera de estas opciones. La diferencia entre estos dos conceptos tiene que ver con la distinción que hizo Likert entre el fenómeno subyacente que se investiga y los medios para capturar la variación que apunta al fenómeno subyacente.
Al responder a un ítem de Likert, los encuestados especifican su nivel de acuerdo o desacuerdo en una escala simétrica de acuerdo-desacuerdo para una serie de afirmaciones. Por lo tanto, el rango captura la intensidad de sus sentimientos para un elemento determinado. Como tales, las escalas Likert han encontrado aplicación en psicología y sociología así como en estadística, negocios y marketing.
Se puede crear una escala como la suma simple o el promedio de las respuestas a un cuestionario sobre el conjunto de elementos individuales (preguntas). Al hacerlo, la escala Likert asume que las distancias entre cada opción (opciones de respuesta) son iguales. Muchos investigadores emplean un conjunto de elementos de este tipo que están altamente correlacionados (que muestran una alta consistencia interna) pero también que juntos capturarán el tema completo en estudio (lo que requiere correlaciones menos que perfectas). Otros mantienen un estándar según el cual "Se supone que todos los elementos son réplicas de los otros, en otras palabras, los elementos se consideran instrumentos paralelos". Por el contrario, la teoría de respuestas moderna trata la dificultad de cada ítem (las curvas características de cada ítem) como información que debe incorporarse en los ítems de la escala. : 197 

## Composición
Una escala de Likert es la suma de las respuestas de varios ítems de Likert. Debido a que muchas escalas Likert emparejan cada elemento Likert constituyente con su propia instancia de una escala análoga visual (p. ej., una línea horizontal, en la que el sujeto indica una respuesta haciendo un círculo o marcando cajas de verificación), a veces se hace referencia de forma errónea a un elemento individual. como si fuera o tuviera una escala, con este error creando una confusión generalizada en la literatura y el lenguaje del campo.
Un ítem de Likert es simplemente una afirmación que se le pide evaluar al encuestado dándole un valor cuantitativo en cualquier tipo de dimensión subjetiva u objetiva, siendo el nivel de acuerdo / desacuerdo la dimensión más comúnmente utilizada. Los artículos Likert bien diseñados exhiben tanto "simetría" como "equilibrio". Simetría significa que contienen el mismo número de posiciones positivas y negativas cuyas respectivas distancias son simétricas bilateralmente con respecto al valor "neutral" (se presente o no ese valor como una opción). Equilibrio significa que la distancia entre cada valor candidato es la misma, lo que permite que las comparaciones cuantitativas, como el promedio, sean válidas entre elementos que contienen más de dos valores candidatos.
El formato de un elemento Likert típico de cinco niveles, por ejemplo, podría ser:
1. Totalmente en desacuerdo
2. En desacuerdo
3. Ni de acuerdo ni en desacuerdo
4. De acuerdo
5. Totalmente de acuerdo

La escala Likert es un método de valoración bipolar, que mide la respuesta positiva o negativa a una declaración. En ocasiones se utiliza una escala con un número par de puntos, donde la opción intermedia de "ni de acuerdo ni en desacuerdo" no está disponible. Esto a veces se denomina método de "elección forzada", ya que se elimina la opción neutral. La opción neutral puede verse como una opción fácil de tomar cuando un encuestado no está seguro, por lo que es cuestionable si es una opción verdaderamente neutral. Un estudio de 1987 encontró diferencias insignificantes entre el uso de "indeciso" y "neutral" como la opción intermedia en una escala Likert de cinco puntos.
Las escalas Likert pueden estar sujetas a distorsiones por varias causas. Los encuestados pueden:
- Evitar usar categorías de respuesta extremas (sesgo de tendencia central ), especialmente por el deseo de evitar que se perciba que tienen puntos de vista extremistas (un ejemplo de sesgo de deseabilidad social ). Este efecto puede aparecer al principio de una prueba debido a la expectativa de que puedan seguir preguntas sobre las que el sujeto tiene opiniones más sólidas, de modo que en las preguntas anteriores uno "deja espacio" para respuestas más sólidas más adelante en la prueba. Esta expectativa crea un sesgo que es especialmente pernicioso en el sentido de que sus efectos no son uniformes a lo largo de la prueba y no pueden corregirse mediante una simple normalización generalizada;
- Acordar con las declaraciones presentadas (sesgo de aquiescencia), este efecto es especialmente fuerte entre las personas que están sujetas a una cultura de institucionalización que fomenta e incentiva el afán de agradar, como los niños, las personas con discapacidades del desarrollo y los ancianos o enfermos.
- No estar de acuerdo con las oraciones presentadas por un deseo defensivo de evitar hacer declaraciones erróneas y/o evitar las consecuencias negativas que los encuestados pueden temer que resulten de que sus respuestas se usen en su contra, especialmente si se malinterpretan y/o se sacan de contexto.
- Proporcionar respuestas que se cree que se evaluarán como indicadoras de fortaleza o falta de debilidad / disfunción ("fingir positivismo").
- Proporcionar respuestas que creen que se evaluarán como indicadoras de debilidad o presencia de discapacidad / patología ("fingir negatividad").
- Tratar de retratarse a sí mismos o a su organización en una luz que ellos creen que el examinador o la sociedad consideran más favorable que sus creencias verdaderas (sesgo de deseabilidad social, la versión intersubjetiva del objetivo de "fingir positivismo" discutido anteriormente).
- Tratar de retratarse a sí mismos o a su organización de una manera que crean que el examinador o la sociedad consideran menos favorable / más desfavorable que sus verdaderas creencias (desafío a las normas, la versión intersubjetiva del objetivo "fingir negatividad" discutido anteriormente).

El diseño de una escala equilibrada (con un número igual de declaraciones positivas y negativas y, especialmente, un número igual de declaraciones positivas y negativas con respecto a cada posición o tema en cuestión) puede obviar el problema del sesgo de aquiescencia, ya que la aquiescencia en elementos positivos tiende a equilibrar la aquiescencia en elementos negativos, pero los sesgos defensivos, de tendencia central y de deseabilidad social son más problemáticos.

## Puntuación y análisis
Una vez completado el cuestionario, cada ítem se puede analizar por separado o, en algunos casos, las respuestas de los ítems se pueden sumar para crear una puntuación para un grupo de ítems. Por lo tanto, las escalas Likert a menudo se denominan escalas sumativas.
Si los elementos individuales de Likert pueden considerarse como datos de nivel de intervalo, o si deben tratarse como datos ordenados-categóricos es objeto de un considerable desacuerdo en la literatura, con fuertes convicciones sobre cuáles son los métodos más aplicables. Este desacuerdo se remonta, en muchos aspectos, a la medida en que los elementos de Likert se interpretan como datos ordinales.
Hay dos consideraciones principales en esta discusión: Primero, las escalas Likert son arbitrarias. El valor asignado a un ítem de Likert no tiene una base numérica objetiva, ya sea en términos de teoría de medida o valor (a partir de la cual se puede determinar una métrica de distancia). El valor asignado a cada elemento de Likert lo determina simplemente el investigador que diseña la encuesta, quien toma la decisión en función del nivel de detalle deseado. Sin embargo, por convención, a los elementos de Likert se les suele asignar valores enteros positivos progresivos. Las escalas de Likert suelen oscilar entre 2 y 10, siendo 3, 5 o 7 las más comunes.  Además, esta estructura progresiva de la escala es tal que cada elemento de Likert sucesivo se trata como si indicara una respuesta "mejor" que el valor anterior. (Esto puede diferir en los casos en los que se necesite un orden inverso de la escala Likert).
El segundo punto, y posiblemente más importante, es si la "distancia" entre cada categoría de elementos sucesivos es equivalente. Esto tradicionalmente es inferido. Por ejemplo, en el ítem Likert de cinco puntos anterior, la inferencia es que la 'distancia' entre las categorías 1 y 2 es la misma que entre las categorías 3 y 4. En términos de buenas prácticas de investigación, es importante una presentación equidistante por parte del investigador; de lo contrario, puede producirse un sesgo en el análisis. Por ejemplo, es poco probable que un elemento Likert de cuatro puntos con las categorías "Pobre", "Promedio", "Bueno" y "Muy bueno" tenga todas las categorías equidistantes, ya que solo hay una categoría que puede recibir una calificación por debajo del promedio. Podría decirse que esto sesgaría cualquier resultado a favor de un resultado positivo. Por otro lado, incluso si un investigador presenta lo que él o ella cree que son categorías equidistantes, es posible que el encuestado no lo interprete como tal.
Una buena escala Likert, como la anterior, presentará una simetría de categorías alrededor de un punto medio con calificadores lingüísticos claramente definidos. En tal escala simétrica, los atributos equidistantes normalmente se observarán más claramente o, al menos, se inferirán. Es cuando una escala Likert es simétrica y equidistante que se comportará más como una medición de nivel de intervalo. Entonces, si bien una escala Likert es de hecho ordinal, si está bien presentada, puede aproximarse a una medición de nivel de intervalo. Esto puede ser beneficioso ya que, si se tratara solo como una escala ordinal, se podría perder información valiosa si la "distancia" entre los elementos de Likert no estuviera disponible para su consideración. La idea importante aquí es que el tipo de análisis apropiado depende de cómo se haya presentado la escala Likert.
Las nociones de tendencia central suelen aplicarse a nivel de ítem, es decir, las respuestas suelen mostrar una distribución cuasi normal. La validez de tales medidas depende de la naturaleza del intervalo subyacente de la escala. Si se asume una naturaleza de intervalo para una comparación de dos grupos, las muestras-t pareadas no son inapropiadas. Si se van a realizar pruebas no paramétricas, la modificación de Platt (1959) a la prueba de rangos con signos de Wilcoxon se recomienda sobre la prueba estándar de rangos con signos de Wilcoxon.
Las respuestas a varias preguntas Likert se pueden sumar siempre que todas las preguntas utilicen la misma escala Likert y que la escala sea una aproximación defendible a una escala de intervalo, en cuyo caso el teorema del límite central permite el tratamiento de los datos como datos de intervalo que miden una variable latente. Si las respuestas sumadas cumplen con estos supuestos, se pueden aplicar pruebas estadísticas paramétricas como el análisis de varianza. Los puntos de corte típicos para pensar que esta aproximación será aceptable son un mínimo de cuatro y preferiblemente ocho elementos en la suma.
Para modelar respuestas tipo Likert binarias directamente, se las puede representar en forma binomial sumando las respuestas de acuerdo y en desacuerdo por separado. La prueba chi-cuadrado, la prueba Q de Cochran o la prueba de McNemar son procedimientos estadísticos comunes que se utilizan después de esta transformación. Pruebas no paramétricas como la prueba de chi-cuadrado, la prueba de Mann-Whitney, la prueba de rangos con signo de Wilcoxon o la prueba de Kruskal-Wallis se utilizan a menudo en el análisis de datos en escala Likert.
Alternativamente, las respuestas de la escala de Likert se pueden analizar con un modelo probit ordenado, preservando el orden de las respuestas sin la suposición de una escala de intervalo. El uso de un modelo probit ordenado puede evitar errores que surgen cuando se tratan las calificaciones ordenadas como medidas de nivel de intervalo.

### Presentación visual de datos tipo Likert
Una parte importante del análisis y la presentación de datos es la visualización (o trazado) de datos. El tema de graficar los datos de calificación Likert (y otros) se discute extensamente en dos artículos de Robbins y Heiberger. En el primero, recomiendan el uso de lo que llaman gráficos de barras apiladas divergentes y los comparan con otros estilos de trazado. El segundo artículo describe el uso de la función de Likert en el paquete HH para R y da muchos ejemplos de su uso.

## Niveles de medida
A menudo se cree que las cinco categorías de respuesta representan un nivel de medición de intervalo. Pero este solo puede ser el caso si los intervalos entre los puntos de escala corresponden a observaciones empíricas en un sentido métrico. Reips y Funke (2008) muestran que este criterio se cumple mucho mejor con una escala analógica visual. De hecho, también pueden aparecer fenómenos que cuestionen incluso el nivel de la escala ordinal en las escalas Likert. Por ejemplo, en un conjunto de elementos A, B, C clasificado con la escala de Likert,  pueden aparecer relaciones circulares como A > B, B > C y C > A. Esto viola el axioma de transitividad para la escala ordinal.
Las investigaciones de Labovitz  y Traylor  proporcionan evidencia de que, incluso con distorsiones bastante grandes de las distancias percibidas entre los puntos de escala, los ítems de tipo Likert se comportan de forma cercana a escalas que se perciben como de intervalos iguales. Por lo tanto, estos elementos y otras escalas que aparecen en los cuestionarios son robustos ante las violaciones del supuesto de igual distancia que muchos investigadores creen que son necesarios para los procedimientos y pruebas estadísticos paramétricos.

## Pronunciación
Rensis Likert, el desarrollador de la escala, pronunciaba su nombre  /ˈlɪk.ərt/. Algunos han afirmado que el nombre de Likert "es uno de los más erróneamente pronunciados en [el] campo", porque muchas personas pronuncian el nombre de la escala como  /ˈlaɪ.kərt/.